# Jerzy Mellibruda
Jerzy Mellibruda (ur. 22 lipca 1938, zm. 4 września 2020) – polski psycholog i psychoterapeuta, profesor w Szkole Wyższej Psychologii Społecznej, doktor habilitowany, specjalizujący się w problematyce uzależnień, autor prac z dziedziny psychologii, w tym problemów alkoholowych.

## Życiorys

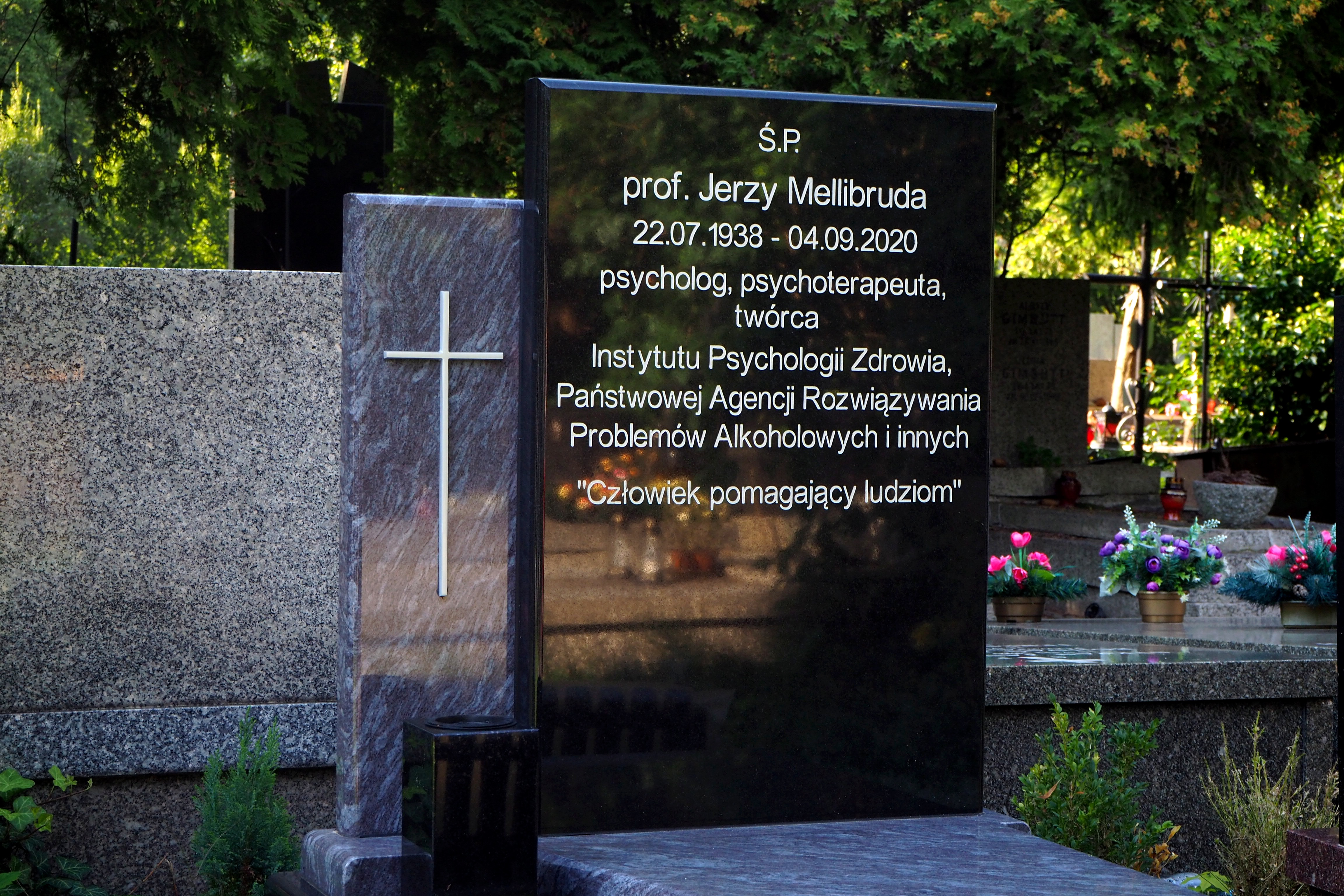
Grób prof. Jerzego Mellibruda na Cmentarzu Wojskowym na Powązkach w Warszawie

Ukończył studia psychologiczne na Uniwersytecie Jagiellońskim w 1969, po których odbył – pod kierunkiem prof. Antoniego Kępińskiego – staż kliniczny. Pracę doktorską obronił w 1972. Był założycielem (1993) i wieloletnim dyrektorem Państwowej Agencji Rozwiązywania Problemów Alkoholowych oraz szefem Instytutu Psychologii Zdrowia Polskiego Towarzystwa Psychologicznego.
Był kierownikiem Katedry Psychologii Uzależnień, Przemocy i Sytuacji Kryzysowych w Szkole Wyższej Psychologii Społecznej w Warszawie.
Odznaczony Krzyżem Komandorskim Orderu Odrodzenia Polski (1998). Popularyzator idei Dorosłych Dzieci Alkoholików w Polsce. Superwizor psychoterapii Polskiego Towarzystwa Psychologicznego certyfikowany Superwizor Treningów Polskiego Towarzystwa Psychologicznego. Certyfikowany Specjalista Psychoterapii Uzależnień i Superwizor Psychoterapii Uzależnień PARPA, specjalista psychologii klinicznej II st. Był redaktorem czasopisma Niebieska Linia.

## Publikacje
- Poszukiwanie samego siebie (1977 Nasza Księgarnia; wyd. III 2001)
- Ja – ty – my. Psychologiczne możliwości ulepszania kontaktów międzyludzkich (1980 Nasza Księgarnia; 2003 Instytut Psychologii Zdrowia)
- Możliwości rozwoju osobistego (1992 Instytut Psychologii Zdrowia i Trzeźwości PTP)
- Pułapka niewybaczonej krzywdy (1995 Instytut Psychologii Zdrowia PTP)
- Tajemnice ETOH, czyli Alkohol i nasze życie (1993 Fundacja Rozwoju Profilaktyki Edukacji i Terapii Problemów Alkoholowych ETOH oraz PARPA)
- Ludzie pomagający ludziom z problemami alkoholowymi: diagnozy i pierwsze próby zmian (1999 Instytut Psychologii Zdrowia)
- Alkohol i życie codzienne (2001 LEROVIL)
- Teoria i praktyka terapii Gestalt (2009 Instytut Psychologii Zdrowia Wydawnictwo)
- Praktyka psychoterapii (2018 Instytut Psychologii Zdrowia PTP)